# جيرو ديل ترينتينو 2023
جيرو ديل ترينتينو 2023 (بالإيطالية: Tour of the Alps 2023)‏ هو سباق دراجات هوائية، وهو الموسم السادس والأربعين من جيرو ديل ترينتينو، وأقيم خلال الفترة من 17 أبريل 2023، وحتى 21 أبريل 2023 ضمن سباقات سلسلة سباقات الاتحاد الدولي للدراجات للمحترفين 2023.
فاز بالمركز الأول وفي ترتيب النقاط تاو غايغن هارت، وفاز بالمركز الثاني هيو كارثي، وفاز بالمركز الثالث جاك هايغ، وفاز في ترتيب النقاط للشباب Max Poole ‏، وفاز في ترتيب الفرق بورا–هانسغروه، وفاز في تصنيف الجبال سيرجيو ساميتيير.

## الفرق
| فرق عالمية (8)- AG2R Citroën Team - Astana Qazaqstan Team - Bahrain Victorious - Bora-Hansgrohe - EF Education-EasyPost - Ineos Grenadiers - Movistar Team - Team DSM فرق برو (9)- كاجا رورال-سيغوروس 2023 ‏ - فريق إيولو كوميت لركوب الدراجات 2023 ‏ - Equipo Kern Pharma ‏ - أوسكالتيل أوسكادي 2023 ‏ - Green Project-Bardiani CSF-Faizanè - Israel-Premier Tech - Q36.5 Pro Cycling Team ‏ - Team Solution Tech–Vini Fantini ‏ - أونو اكس برو سايكلنج تيم 2023 ‏ فريق قاري- ترينيتي رود ريسينغ 2023 ‏ فريق وطني- فريق النمسا لركوب الدراجات للرجال‏ |  |
| |  |

## المراحل
| قائمة المراحل | قائمة المراحل | قائمة المراحل                | قائمة المراحل | قائمة المراحل | قائمة المراحل | قائمة المراحل   | قائمة المراحل  |
| المرحلة       | التاريخ       | الدورة                       |               | المسافة (كم)  | الارتفاع      | الفائز بالمرحلة | القائد العام   |
| ------------- | ------------- | ---------------------------- | ------------- | ------------- | ------------- | --------------- | -------------- |
| المرحلة 1     | 17 أبريل      | راتنبرغ – ألباخ              | مرحلة متوسطة  | 127٫5         | 2٬573 م       | تاو غايغن هارت  | تاو غايغن هارت |
| المرحلة 2     | 18 أبريل      | Reith im Alpbachtal ‏ – ريتين | مرحلة متوسطة  | 165٫2         | 2٬882 م       | تاو غايغن هارت  | تاو غايغن هارت |
| المرحلة 3     | 19 أبريل      | ريتين – Brentonico ‏          | مرحلة جبلية   | 162٫5         | 2٬793 م       | لينارد كامنا    | تاو غايغن هارت |
| المرحلة 4     | 20 أبريل      | روفيريتو – بريداتسو          | مرحلة جبلية   | 152٫9         | 4٬011 م       | غريغور مولبرغر  | تاو غايغن هارت |
| المرحلة 5     | 21 أبريل      | كافاليس – برونيك             | مرحلة متوسطة  | 144٫5         | 2٬933 م       | سيمون كار       | تاو غايغن هارت |

## النتيجة

### مرحلة 1
هي مرحلة جبلية متوسطة، أقيمت في 17 أبريل 2023، وامتدّت لمسافة 127.5 كيلومتر. فاز بالمركز الأول، وتصدر ترتيب النقاط والترتيب العام في نهاية المرحلة تاو غايغن هارت، وتصدر ترتيب الفرق فريق إنيوس، وتصدر ترتيب التسلق ألكساندر سيبيدا، وتصدر ترتيب النقاط للشباب Max Poole ‏.
| التصنيف العام         | التصنيف العام      | التصنيف العام         | التصنيف العام | التصنيف العام |
| العداء                | العداء             | الفريق                | الوقت         |               |
| --------------------- | ------------------ | --------------------- | ------------- | ------------- |
| 1                     | تاو غايغن هارت     | Ineos Grenadiers      | 3 س 17 د 50 ث |               |
| 2                     | فيليكس غال         | AG2R Citroën Team     | + 6 ث         |               |
| 3                     | هيو كارثي          | EF Education-EasyPost | + 10 ث        |               |
| 4                     | إيفان سوسا         | موفيستار              | + 16 ث        |               |
| 5                     | ألكساندر فلاسوف    | بورا هانسغروه         | + 16 ث        |               |
| 6                     | بافل سيفاكوف       | Ineos Grenadiers      | + 16 ث        |               |
| 7                     | لورينزو فورتوناتو  | إيولو كوميت ‏          | + 20 ث        |               |
| 8                     | لينارد كامنا       | بورا هانسغروه         | + 20 ث        |               |
| 9                     | Santiago Buitrago ‏ | Bahrain Victorious    | + 20 ث        |               |
| 10                    | جاك هايغ           | Bahrain Victorious    | + 24 ث        |               |
|                       |                    |                       |               |               |
| مصدر: ProCyclingStats |                    |                       |               |               |

### مرحلة 2
هي مرحلة جبلية متوسطة، أقيمت في 18 أبريل 2023، وامتدّت لمسافة 165.2 كيلومتر. فاز بالمركز الأول، وتصدر ترتيب النقاط والترتيب العام في نهاية المرحلة تاو غايغن هارت، وتصدر ترتيب التسلق Santiago Buitrago ‏، وتصدر ترتيب النقاط للشباب Max Poole ‏، وتصدر ترتيب الفرق فريق إنيوس.
| التصنيف العام         | التصنيف العام      | التصنيف العام         | التصنيف العام | التصنيف العام |
| العداء                | العداء             | الفريق                | الوقت         |               |
| --------------------- | ------------------ | --------------------- | ------------- | ------------- |
| 1                     | تاو غايغن هارت     | Ineos Grenadiers      | 7 س 15 د 22 ث |               |
| 2                     | فيليكس غال         | AG2R Citroën Team     | + 16 ث        |               |
| 3                     | هيو كارثي          | EF Education-EasyPost | + 22 ث        |               |
| 4                     | بافل سيفاكوف       | Ineos Grenadiers      | + 28 ث        |               |
| 5                     | إيفان سوسا         | موفيستار              | + 28 ث        |               |
| 6                     | جاك هايغ           | Bahrain Victorious    | + 28 ث        |               |
| 7                     | Santiago Buitrago ‏ | Bahrain Victorious    | + 30 ث        |               |
| 8                     | لورينزو فورتوناتو  | إيولو كوميت ‏          | + 32 ث        |               |
| 9                     | ألكساندر سيبيدا    | EF Education-EasyPost | + 40 ث        |               |
| 10                    | ألكساندر فلاسوف    | بورا هانسغروه         | + 55 ث        |               |
|                       |                    |                       |               |               |
| مصدر: ProCyclingStats |                    |                       |               |               |

### مرحلة 3
هي مرحلة جبلية، أقيمت في 19 أبريل 2023، وامتدّت لمسافة 162.5 كيلومتر. فاز بالمركز الأول لينارد كامنا، وتصدر ترتيب الفرق فريق إنيوس، وتصدر الترتيب العام في نهاية المرحلة وترتيب النقاط تاو غايغن هارت، وتصدر ترتيب النقاط للشباب Max Poole ‏، وتصدر ترتيب التسلق ألكساندر سيبيدا.
| التصنيف العام         | التصنيف العام      | التصنيف العام         | التصنيف العام  | التصنيف العام |
| العداء                | العداء             | الفريق                | الوقت          |               |
| --------------------- | ------------------ | --------------------- | -------------- | ------------- |
| 1                     | تاو غايغن هارت     | Ineos Grenadiers      | 11 س 21 د 39 ث |               |
| 2                     | هيو كارثي          | EF Education-EasyPost | + 22 ث         |               |
| 3                     | جاك هايغ           | Bahrain Victorious    | + 28 ث         |               |
| 4                     | ألكساندر سيبيدا    | EF Education-EasyPost | + 36 ث         |               |
| 5                     | لورينزو فورتوناتو  | إيولو كوميت ‏          | + 38 ث         |               |
| 6                     | لينارد كامنا       | بورا هانسغروه         | + 45 ث         |               |
| 7                     | ألكساندر فلاسوف    | بورا هانسغروه         | + 49 ث         |               |
| 8                     | بافل سيفاكوف       | Ineos Grenadiers      | + 56 ث         |               |
| 9                     | Santiago Buitrago ‏ | Bahrain Victorious    | + 58 ث         |               |
| 10                    | فيليكس غال         | AG2R Citroën Team     | + 1 د 20 ث     |               |
|                       |                    |                       |                |               |
| مصدر: ProCyclingStats |                    |                       |                |               |

### مرحلة 4
هي مرحلة جبلية، أقيمت في 20 أبريل 2023، وامتدّت لمسافة 152.9 كيلومتر. فاز بالمركز الأول غريغور مولبرغر، وتصدر ترتيب الفرق فريق إنيوس، وتصدر الترتيب العام في نهاية المرحلة وترتيب النقاط تاو غايغن هارت، وتصدر ترتيب التسلق ألكساندر سيبيدا، وتصدر ترتيب النقاط للشباب Max Poole ‏.
| التصنيف العام         | التصنيف العام      | التصنيف العام         | التصنيف العام  | التصنيف العام |
| العداء                | العداء             | الفريق                | الوقت          |               |
| --------------------- | ------------------ | --------------------- | -------------- | ------------- |
| 1                     | تاو غايغن هارت     | Ineos Grenadiers      | 15 س 41 د 54 ث |               |
| 2                     | هيو كارثي          | EF Education-EasyPost | + 22 ث         |               |
| 3                     | جاك هايغ           | Bahrain Victorious    | + 28 ث         |               |
| 4                     | ألكساندر سيبيدا    | EF Education-EasyPost | + 36 ث         |               |
| 5                     | لورينزو فورتوناتو  | إيولو كوميت ‏          | + 38 ث         |               |
| 6                     | لينارد كامنا       | بورا هانسغروه         | + 45 ث         |               |
| 7                     | ألكساندر فلاسوف    | بورا هانسغروه         | + 49 ث         |               |
| 8                     | بافل سيفاكوف       | Ineos Grenadiers      | + 56 ث         |               |
| 9                     | Santiago Buitrago ‏ | Bahrain Victorious    | + 58 ث         |               |
| 10                    | فيليكس غال         | AG2R Citroën Team     | + 1 د 20 ث     |               |
|                       |                    |                       |                |               |
| مصدر: ProCyclingStats |                    |                       |                |               |

### مرحلة 5
هي مرحلة جبلية متوسطة، أقيمت في 21 أبريل 2023، وامتدّت لمسافة 144.5 كيلومتر. فاز بالمركز الأول سيمون كار، وتصدر الترتيب العام في نهاية المرحلة وترتيب النقاط تاو غايغن هارت، وتصدر ترتيب التسلق سيرجيو ساميتيير، وتصدر ترتيب الفرق بورا–هانسغروه، وتصدر ترتيب النقاط للشباب Max Poole ‏.

## المشاركون
| Ineos Grenadiers IGD | Ineos Grenadiers IGD | Ineos Grenadiers IGD |
| -------------------- | -------------------- | -------------------- |
| م                    | عداء                 | مرتبة                |
| 1                    | ثيمين أرينسمان       | 33                   |
| 2                    | لورينز دي بلس        | 19                   |
| 3                    | تاو غايغن هارت       | 1                    |
| 4                    | سالفاتوري بوتشيو     | 74                   |
| 5                    | بافل سيفاكوف         | 7                    |
| 6                    | بن سويفت             | 68                   |
| 7                    | جيرانت توماس         | 15                   |

| Bahrain Victorious TBV | Bahrain Victorious TBV | Bahrain Victorious TBV |
| ---------------------- | ---------------------- | ---------------------- |
| م                      | عداء                   | مرتبة                  |
| 11                     | Santiago Buitrago ‏     | 8                      |
| 12                     | Nicolò Buratti ‏        | لم يكمل السباق-4       |
| 13                     | جاك هايغ               | 3                      |
| 14                     | هيرمان بيرنشتاينر      | 23                     |
| 15                     | Edoardo Zambanini ‏     | 29                     |
| 16                     | جاشا سوتيرلين          | 66                     |

| EF Education-EasyPost EFE | EF Education-EasyPost EFE | EF Education-EasyPost EFE |
| ------------------------- | ------------------------- | ------------------------- |
| م                         | عداء                      | مرتبة                     |
| 21                        | هيو كارثي                 | 2                         |
| 22                        | سيمون كار                 | 47                        |
| 24                        | ألكساندر سيبيدا           | 4                         |
| 25                        | Stefan de Bod ‏            | 41                        |
| 26                        | مرحاوي قدس (طريق)         | 53                        |
| 27                        | Georg Steinhauser ‏        | 28                        |

| Movistar Team MOV | Movistar Team MOV | Movistar Team MOV |
| ----------------- | ----------------- | ----------------- |
| م                 | عداء              | مرتبة             |
| 31                | Abner González ‏   | لم يكمل السباق-5  |
| 32                | Juri Hollmann ‏    | 49                |
| 33                | غريغور مولبرغر    | 38                |
| 34                | أنطونيو بيدرو     | 27                |
| 35                | أوسكار رودريغيز   | 32                |
| 36                | سيرجيو ساميتيير   | 60                |
| 37                | إيفان سوسا        | 18                |

| Bora-Hansgrohe BOH | Bora-Hansgrohe BOH | Bora-Hansgrohe BOH |
| ------------------ | ------------------ | ------------------ |
| م                  | عداء               | مرتبة              |
| 41                 | Matteo Fabbro ‏     | 34                 |
| 42                 | Florian Lipowitz ‏  | 43                 |
| 43                 | لينارد كامنا       | 6                  |
| 44                 | باتريك كونراد      | 22                 |
| 45                 | Cian Uijtdebroeks ‏ | لم يبدأ-2          |
| 46                 | ألكساندر فلاسوف    | لم يبدأ-5          |
| 47                 | ماكسيميليان شاخمان | لم يبدأ-4          |

| AG2R Citroën Team ACT | AG2R Citroën Team ACT   | AG2R Citroën Team ACT |
| --------------------- | ----------------------- | --------------------- |
| م                     | عداء                    | مرتبة                 |
| 51                    | جيوفري بوشارد           | 39                    |
| 52                    | فيليكس غال              | 9                     |
| 54                    | Nicolas Prodhomme ‏      | 69                    |
| 55                    | Aurélien Paret-Peintre ‏ | 13                    |
| 56                    | Valentin Paret-Peintre ‏ | 44                    |
| 57                    | أندريا فيندرام          | 56                    |

| Team DSM DSM | Team DSM DSM             | Team DSM DSM     |
| ------------ | ------------------------ | ---------------- |
| م            | عداء                     | مرتبة            |
| 61           | Jonas Iversby Hvideberg ‏ | لم يكمل السباق-5 |
| 62           | Lorenzo Milesi ‏          | 52               |
| 63           | Harm Vanhoucke ‏          | لم يبدأ-3        |
| 64           | Max van der Meulen ‏      | لم يكمل السباق-4 |
| 65           | Alberto Dainese ‏         | لم يكمل السباق-4 |
| 66           | Max Poole ‏               | 11               |

| Astana Qazaqstan Team AST | Astana Qazaqstan Team AST | Astana Qazaqstan Team AST |
| ------------------------- | ------------------------- | ------------------------- |
| م                         | عداء                      | مرتبة                     |
| 71                        | لويس ليون سانشيز          | 30                        |
| 72                        | مانويل بوارو              | لم يكمل السباق-2          |
| 73                        | جو دومبروفسكي             | 24                        |
| 74                        | Vadim Pronskiy ‏           | لم يبدأ-2                 |
| 75                        | Daniil Pronskiy ‏          | لم يكمل السباق-5          |
| 76                        | أنطونيو نيبالي            | 64                        |
| 77                        | Igor Chzhan ‏ (طريق)       | لم يكمل السباق-5          |

| Israel-Premier Tech IPT | Israel-Premier Tech IPT | Israel-Premier Tech IPT |
| ----------------------- | ----------------------- | ----------------------- |
| م                       | عداء                    | مرتبة                   |
| 81                      | Sebastian Berwick ‏      | 51                      |
| 82                      | Marco Frigo ‏            | 45                      |
| 83                      | Omer Goldstein ‏         | 61                      |
| 84                      | بن هيرمانز              | 36                      |
| 85                      | دومينيكو بوزوفيفو       | 21                      |
| 86                      | Matthew Riccitello ‏     | 16                      |
| 87                      | قاي ساقيف               | لم يكمل السباق-4        |

| Green Project-Bardiani CSF-Faizanè BCF | Green Project-Bardiani CSF-Faizanè BCF | Green Project-Bardiani CSF-Faizanè BCF |
| -------------------------------------- | -------------------------------------- | -------------------------------------- |
| م                                      | عداء                                   | مرتبة                                  |
| 91                                     | Luca Covili ‏                           | 17                                     |
| 92                                     | Riccardo Lucca ‏                        | لم يكمل السباق-5                       |
| 93                                     | Alessio Nieri ‏                         | لم يكمل السباق-5                       |
| 94                                     | Giulio Pellizzari ‏                     | 31                                     |
| 95                                     | Alessandro Santaromita ‏                | لم يبدأ-4                              |
| 96                                     | هنوك مولوبرهان ‏                        | 40                                     |
| 97                                     | Alex Tolio ‏                            | 37                                     |

| أونو-إكس موبيليتي ‏ UXT | أونو-إكس موبيليتي ‏ UXT | أونو-إكس موبيليتي ‏ UXT |
| ---------------------- | ---------------------- | ---------------------- |
| م                      | عداء                   | مرتبة                  |
| 101                    | Torstein Træen ‏        | 10                     |
| 102                    | جوناس إبراهمسين ‏       | لم يكمل السباق-5       |
| 103                    | Ådne Holter ‏           | 73                     |
| 104                    | Magnus Kulset ‏         | 57                     |
| 105                    | Sindre Kulset ‏         | لم يكمل السباق-4       |
| 106                    | يوهانس كولسيت ‏         | 14                     |
| 107                    | Magnus Brynsrud ‏       | 62                     |

| Q36.5 Pro Cycling Team ‏ Q36 | Q36.5 Pro Cycling Team ‏ Q36 | Q36.5 Pro Cycling Team ‏ Q36 |
| --------------------------- | --------------------------- | --------------------------- |
| م                           | عداء                        | مرتبة                       |
| 111                         | كارل فريدريك هاغن           | 42                          |
| 112                         | داميان هاوسون               | 26                          |
| 113                         | جيانلوكا برامبيلا           | 46                          |
| 114                         | مارك دونوفان                | 20                          |
| 115                         | ماتيو باديلاتي              | لم يبدأ-5                   |
| 116                         | Negasi Haylu Abreha ‏        | لم يكمل السباق-5            |
| 117                         | كوري ديفيس ‏                 | لم يكمل السباق-3            |

| أوسكالتيل أوسكادي ‏ EUS | أوسكالتيل أوسكادي ‏ EUS | أوسكالتيل أوسكادي ‏ EUS |
| ---------------------- | ---------------------- | ---------------------- |
| م                      | عداء                   | مرتبة                  |
| 121                    | Mikel Bizkarra ‏        | 12                     |
| 122                    | Unai Cuadrado ‏         | لم يكمل السباق-4       |
| 123                    | Txomin Juaristi ‏       | 63                     |
| 124                    | Ibai Azurmendi ‏        | لم يكمل السباق-5       |
| 125                    | Asier Etxeberria ‏      | 67                     |
| 126                    | Enekoitz Azparren ‏     | 65                     |
| 127                    | لويس أنخيل ماتي        | 35                     |

| Equipo Kern Pharma ‏ EKP | Equipo Kern Pharma ‏ EKP    | Equipo Kern Pharma ‏ EKP |
| ----------------------- | -------------------------- | ----------------------- |
| م                       | عداء                       | مرتبة                   |
| 131                     | Pablo Castrillo ‏           | لم يكمل السباق-5        |
| 132                     | Eugenio Sánchez (cyclist) ‏ | لم يكمل السباق-5        |
| 133                     | جيوفاني كاربوني            | لم يكمل السباق-4        |
| 134                     | Jordi López (cyclist) ‏     | 55                      |
| 135                     | كارلوس غارسيا ‏             | لم يكمل السباق-5        |
| 136                     | José Félix Parra ‏          | 48                      |
| 137                     | مارتي ماركيز               | لم يكمل السباق-5        |

| كاجا رورال-سيغوروس ‏ CJR | كاجا رورال-سيغوروس ‏ CJR | كاجا رورال-سيغوروس ‏ CJR |
| ----------------------- | ----------------------- | ----------------------- |
| م                       | عداء                    | مرتبة                   |
| 141                     | Julen Amezqueta ‏        | لم يكمل السباق-4        |
| 142                     | Joseba López ‏           | لم يكمل السباق-5        |
| 143                     | Calum Johnston ‏         | لم يكمل السباق-5        |
| 144                     | Jhojan García ‏          | لم يكمل السباق-5        |
| 145                     | Mulu Hailemichael ‏      | لم يكمل السباق-5        |
| 146                     | Jokin Murguialday ‏      | لم يكمل السباق-2        |
| 147                     | Fernando Barceló ‏       | 70                      |

| إيولو كوميت ‏ EOK | إيولو كوميت ‏ EOK  | إيولو كوميت ‏ EOK |
| ---------------- | ----------------- | ---------------- |
| م                | عداء              | مرتبة            |
| 151              | لورينزو فورتوناتو | 5                |
| 152              | Davide Bais ‏      | لم يكمل السباق-5 |
| 153              | Mattia Bais ‏      | لم يكمل السباق-5 |
| 154              | أندريا غاروسيو    | 58               |
| 155              | Samuele Rivi ‏     | لم يكمل السباق-2 |
| 156              | Álex Martín ‏      | لم يكمل السباق-5 |
| 157              | Fernando Tercero ‏ | 50               |

| Team Solution Tech–Vini Fantini ‏ COR | Team Solution Tech–Vini Fantini ‏ COR | Team Solution Tech–Vini Fantini ‏ COR |
| ------------------------------------ | ------------------------------------ | ------------------------------------ |
| م                                    | عداء                                 | مرتبة                                |
| 161                                  | Samuele Zambelli ‏                    | لم يكمل السباق-5                     |
| 162                                  | Matteo Amella ‏                       | لم يكمل السباق-5                     |
| 163                                  | دافيد بالداكيني ‏                     | لم يكمل السباق-5                     |
| 164                                  | Etienne van Empel ‏                   | لم يكمل السباق-1                     |
| 165                                  | Karel Vacek ‏                         | 54                                   |
| 166                                  | Simone Olivero ‏                      | لم يكمل السباق-3                     |

| فريق النمسا لركوب الدراجات للرجال‏ AUT | فريق النمسا لركوب الدراجات للرجال‏ AUT | فريق النمسا لركوب الدراجات للرجال‏ AUT |
| ------------------------------------- | ------------------------------------- | ------------------------------------- |
| م                                     | عداء                                  | مرتبة                                 |
| 171                                   | لوكاس بوستلبيرغر                      | لم يكمل السباق-5                      |
| 172                                   | Sebastian Schönberger ‏                | لم يكمل السباق-5                      |
| 173                                   | Moran Vermeulen ‏                      | 72                                    |
| 174                                   | Alexander Hajek ‏                      | 59                                    |
| 175                                   | Marco Schrettl ‏                       | لم يكمل السباق-5                      |
| 176                                   | Sebastian Putz ‏                       | لم يكمل السباق-5                      |
| 177                                   | Philipp Hofbauer ‏                     | لم يكمل السباق-5                      |

| ترينيتي رود ريسينغ ‏ TRI | ترينيتي رود ريسينغ ‏ TRI | ترينيتي رود ريسينغ ‏ TRI |
| ----------------------- | ----------------------- | ----------------------- |
| م                       | عداء                    | مرتبة                   |
| 181                     | Finlay Pickering ‏       | 25                      |
| 182                     | GBR                     | لم يكمل السباق-5        |
| 183                     | Fergus Browning ‏        | لم يكمل السباق-2        |
| 184                     | Liam Johnston‏           | لم يكمل السباق-5        |
| 185                     | Adrien Boichis ‏         | لم يكمل السباق-5        |
| 186                     | Camilo Andres Gomez‏     | لم يكمل السباق-5        |
| 187                     | Hugo Rodriguez‏          | 71                      |

| Ineos Grenadiers IGD | Ineos Grenadiers IGD | Ineos Grenadiers IGD |
| -------------------- | -------------------- | -------------------- |
| م                    | عداء                 | مرتبة                |
| 1                    | ثيمين أرينسمان       | 33                   |
| 2                    | لورينز دي بلس        | 19                   |
| 3                    | تاو غايغن هارت       | 1                    |
| 4                    | سالفاتوري بوتشيو     | 74                   |
| 5                    | بافل سيفاكوف         | 7                    |
| 6                    | بن سويفت             | 68                   |
| 7                    | جيرانت توماس         | 15                   |

| Bahrain Victorious TBV | Bahrain Victorious TBV | Bahrain Victorious TBV |
| ---------------------- | ---------------------- | ---------------------- |
| م                      | عداء                   | مرتبة                  |
| 11                     | Santiago Buitrago ‏     | 8                      |
| 12                     | Nicolò Buratti ‏        | لم يكمل السباق-4       |
| 13                     | جاك هايغ               | 3                      |
| 14                     | هيرمان بيرنشتاينر      | 23                     |
| 15                     | Edoardo Zambanini ‏     | 29                     |
| 16                     | جاشا سوتيرلين          | 66                     |

| EF Education-EasyPost EFE | EF Education-EasyPost EFE | EF Education-EasyPost EFE |
| ------------------------- | ------------------------- | ------------------------- |
| م                         | عداء                      | مرتبة                     |
| 21                        | هيو كارثي                 | 2                         |
| 22                        | سيمون كار                 | 47                        |
| 24                        | ألكساندر سيبيدا           | 4                         |
| 25                        | Stefan de Bod ‏            | 41                        |
| 26                        | مرحاوي قدس (طريق)         | 53                        |
| 27                        | Georg Steinhauser ‏        | 28                        |

| Movistar Team MOV | Movistar Team MOV | Movistar Team MOV |
| ----------------- | ----------------- | ----------------- |
| م                 | عداء              | مرتبة             |
| 31                | Abner González ‏   | لم يكمل السباق-5  |
| 32                | Juri Hollmann ‏    | 49                |
| 33                | غريغور مولبرغر    | 38                |
| 34                | أنطونيو بيدرو     | 27                |
| 35                | أوسكار رودريغيز   | 32                |
| 36                | سيرجيو ساميتيير   | 60                |
| 37                | إيفان سوسا        | 18                |

| Bora-Hansgrohe BOH | Bora-Hansgrohe BOH | Bora-Hansgrohe BOH |
| ------------------ | ------------------ | ------------------ |
| م                  | عداء               | مرتبة              |
| 41                 | Matteo Fabbro ‏     | 34                 |
| 42                 | Florian Lipowitz ‏  | 43                 |
| 43                 | لينارد كامنا       | 6                  |
| 44                 | باتريك كونراد      | 22                 |
| 45                 | Cian Uijtdebroeks ‏ | لم يبدأ-2          |
| 46                 | ألكساندر فلاسوف    | لم يبدأ-5          |
| 47                 | ماكسيميليان شاخمان | لم يبدأ-4          |

| AG2R Citroën Team ACT | AG2R Citroën Team ACT   | AG2R Citroën Team ACT |
| --------------------- | ----------------------- | --------------------- |
| م                     | عداء                    | مرتبة                 |
| 51                    | جيوفري بوشارد           | 39                    |
| 52                    | فيليكس غال              | 9                     |
| 54                    | Nicolas Prodhomme ‏      | 69                    |
| 55                    | Aurélien Paret-Peintre ‏ | 13                    |
| 56                    | Valentin Paret-Peintre ‏ | 44                    |
| 57                    | أندريا فيندرام          | 56                    |

| Team DSM DSM | Team DSM DSM             | Team DSM DSM     |
| ------------ | ------------------------ | ---------------- |
| م            | عداء                     | مرتبة            |
| 61           | Jonas Iversby Hvideberg ‏ | لم يكمل السباق-5 |
| 62           | Lorenzo Milesi ‏          | 52               |
| 63           | Harm Vanhoucke ‏          | لم يبدأ-3        |
| 64           | Max van der Meulen ‏      | لم يكمل السباق-4 |
| 65           | Alberto Dainese ‏         | لم يكمل السباق-4 |
| 66           | Max Poole ‏               | 11               |

| Astana Qazaqstan Team AST | Astana Qazaqstan Team AST | Astana Qazaqstan Team AST |
| ------------------------- | ------------------------- | ------------------------- |
| م                         | عداء                      | مرتبة                     |
| 71                        | لويس ليون سانشيز          | 30                        |
| 72                        | مانويل بوارو              | لم يكمل السباق-2          |
| 73                        | جو دومبروفسكي             | 24                        |
| 74                        | Vadim Pronskiy ‏           | لم يبدأ-2                 |
| 75                        | Daniil Pronskiy ‏          | لم يكمل السباق-5          |
| 76                        | أنطونيو نيبالي            | 64                        |
| 77                        | Igor Chzhan ‏ (طريق)       | لم يكمل السباق-5          |

| Israel-Premier Tech IPT | Israel-Premier Tech IPT | Israel-Premier Tech IPT |
| ----------------------- | ----------------------- | ----------------------- |
| م                       | عداء                    | مرتبة                   |
| 81                      | Sebastian Berwick ‏      | 51                      |
| 82                      | Marco Frigo ‏            | 45                      |
| 83                      | Omer Goldstein ‏         | 61                      |
| 84                      | بن هيرمانز              | 36                      |
| 85                      | دومينيكو بوزوفيفو       | 21                      |
| 86                      | Matthew Riccitello ‏     | 16                      |
| 87                      | قاي ساقيف               | لم يكمل السباق-4        |

| Green Project-Bardiani CSF-Faizanè BCF | Green Project-Bardiani CSF-Faizanè BCF | Green Project-Bardiani CSF-Faizanè BCF |
| -------------------------------------- | -------------------------------------- | -------------------------------------- |
| م                                      | عداء                                   | مرتبة                                  |
| 91                                     | Luca Covili ‏                           | 17                                     |
| 92                                     | Riccardo Lucca ‏                        | لم يكمل السباق-5                       |
| 93                                     | Alessio Nieri ‏                         | لم يكمل السباق-5                       |
| 94                                     | Giulio Pellizzari ‏                     | 31                                     |
| 95                                     | Alessandro Santaromita ‏                | لم يبدأ-4                              |
| 96                                     | هنوك مولوبرهان ‏                        | 40                                     |
| 97                                     | Alex Tolio ‏                            | 37                                     |

| أونو-إكس موبيليتي ‏ UXT | أونو-إكس موبيليتي ‏ UXT | أونو-إكس موبيليتي ‏ UXT |
| ---------------------- | ---------------------- | ---------------------- |
| م                      | عداء                   | مرتبة                  |
| 101                    | Torstein Træen ‏        | 10                     |
| 102                    | جوناس إبراهمسين ‏       | لم يكمل السباق-5       |
| 103                    | Ådne Holter ‏           | 73                     |
| 104                    | Magnus Kulset ‏         | 57                     |
| 105                    | Sindre Kulset ‏         | لم يكمل السباق-4       |
| 106                    | يوهانس كولسيت ‏         | 14                     |
| 107                    | Magnus Brynsrud ‏       | 62                     |

| Q36.5 Pro Cycling Team ‏ Q36 | Q36.5 Pro Cycling Team ‏ Q36 | Q36.5 Pro Cycling Team ‏ Q36 |
| --------------------------- | --------------------------- | --------------------------- |
| م                           | عداء                        | مرتبة                       |
| 111                         | كارل فريدريك هاغن           | 42                          |
| 112                         | داميان هاوسون               | 26                          |
| 113                         | جيانلوكا برامبيلا           | 46                          |
| 114                         | مارك دونوفان                | 20                          |
| 115                         | ماتيو باديلاتي              | لم يبدأ-5                   |
| 116                         | Negasi Haylu Abreha ‏        | لم يكمل السباق-5            |
| 117                         | كوري ديفيس ‏                 | لم يكمل السباق-3            |

| أوسكالتيل أوسكادي ‏ EUS | أوسكالتيل أوسكادي ‏ EUS | أوسكالتيل أوسكادي ‏ EUS |
| ---------------------- | ---------------------- | ---------------------- |
| م                      | عداء                   | مرتبة                  |
| 121                    | Mikel Bizkarra ‏        | 12                     |
| 122                    | Unai Cuadrado ‏         | لم يكمل السباق-4       |
| 123                    | Txomin Juaristi ‏       | 63                     |
| 124                    | Ibai Azurmendi ‏        | لم يكمل السباق-5       |
| 125                    | Asier Etxeberria ‏      | 67                     |
| 126                    | Enekoitz Azparren ‏     | 65                     |
| 127                    | لويس أنخيل ماتي        | 35                     |

| Equipo Kern Pharma ‏ EKP | Equipo Kern Pharma ‏ EKP    | Equipo Kern Pharma ‏ EKP |
| ----------------------- | -------------------------- | ----------------------- |
| م                       | عداء                       | مرتبة                   |
| 131                     | Pablo Castrillo ‏           | لم يكمل السباق-5        |
| 132                     | Eugenio Sánchez (cyclist) ‏ | لم يكمل السباق-5        |
| 133                     | جيوفاني كاربوني            | لم يكمل السباق-4        |
| 134                     | Jordi López (cyclist) ‏     | 55                      |
| 135                     | كارلوس غارسيا ‏             | لم يكمل السباق-5        |
| 136                     | José Félix Parra ‏          | 48                      |
| 137                     | مارتي ماركيز               | لم يكمل السباق-5        |

| كاجا رورال-سيغوروس ‏ CJR | كاجا رورال-سيغوروس ‏ CJR | كاجا رورال-سيغوروس ‏ CJR |
| ----------------------- | ----------------------- | ----------------------- |
| م                       | عداء                    | مرتبة                   |
| 141                     | Julen Amezqueta ‏        | لم يكمل السباق-4        |
| 142                     | Joseba López ‏           | لم يكمل السباق-5        |
| 143                     | Calum Johnston ‏         | لم يكمل السباق-5        |
| 144                     | Jhojan García ‏          | لم يكمل السباق-5        |
| 145                     | Mulu Hailemichael ‏      | لم يكمل السباق-5        |
| 146                     | Jokin Murguialday ‏      | لم يكمل السباق-2        |
| 147                     | Fernando Barceló ‏       | 70                      |

| إيولو كوميت ‏ EOK | إيولو كوميت ‏ EOK  | إيولو كوميت ‏ EOK |
| ---------------- | ----------------- | ---------------- |
| م                | عداء              | مرتبة            |
| 151              | لورينزو فورتوناتو | 5                |
| 152              | Davide Bais ‏      | لم يكمل السباق-5 |
| 153              | Mattia Bais ‏      | لم يكمل السباق-5 |
| 154              | أندريا غاروسيو    | 58               |
| 155              | Samuele Rivi ‏     | لم يكمل السباق-2 |
| 156              | Álex Martín ‏      | لم يكمل السباق-5 |
| 157              | Fernando Tercero ‏ | 50               |

| Team Solution Tech–Vini Fantini ‏ COR | Team Solution Tech–Vini Fantini ‏ COR | Team Solution Tech–Vini Fantini ‏ COR |
| ------------------------------------ | ------------------------------------ | ------------------------------------ |
| م                                    | عداء                                 | مرتبة                                |
| 161                                  | Samuele Zambelli ‏                    | لم يكمل السباق-5                     |
| 162                                  | Matteo Amella ‏                       | لم يكمل السباق-5                     |
| 163                                  | دافيد بالداكيني ‏                     | لم يكمل السباق-5                     |
| 164                                  | Etienne van Empel ‏                   | لم يكمل السباق-1                     |
| 165                                  | Karel Vacek ‏                         | 54                                   |
| 166                                  | Simone Olivero ‏                      | لم يكمل السباق-3                     |

| فريق النمسا لركوب الدراجات للرجال‏ AUT | فريق النمسا لركوب الدراجات للرجال‏ AUT | فريق النمسا لركوب الدراجات للرجال‏ AUT |
| ------------------------------------- | ------------------------------------- | ------------------------------------- |
| م                                     | عداء                                  | مرتبة                                 |
| 171                                   | لوكاس بوستلبيرغر                      | لم يكمل السباق-5                      |
| 172                                   | Sebastian Schönberger ‏                | لم يكمل السباق-5                      |
| 173                                   | Moran Vermeulen ‏                      | 72                                    |
| 174                                   | Alexander Hajek ‏                      | 59                                    |
| 175                                   | Marco Schrettl ‏                       | لم يكمل السباق-5                      |
| 176                                   | Sebastian Putz ‏                       | لم يكمل السباق-5                      |
| 177                                   | Philipp Hofbauer ‏                     | لم يكمل السباق-5                      |

| ترينيتي رود ريسينغ ‏ TRI | ترينيتي رود ريسينغ ‏ TRI | ترينيتي رود ريسينغ ‏ TRI |
| ----------------------- | ----------------------- | ----------------------- |
| م                       | عداء                    | مرتبة                   |
| 181                     | Finlay Pickering ‏       | 25                      |
| 182                     | GBR                     | لم يكمل السباق-5        |
| 183                     | Fergus Browning ‏        | لم يكمل السباق-2        |
| 184                     | Liam Johnston‏           | لم يكمل السباق-5        |
| 185                     | Adrien Boichis ‏         | لم يكمل السباق-5        |
| 186                     | Camilo Andres Gomez‏     | لم يكمل السباق-5        |
| 187                     | Hugo Rodriguez‏          | 71                      |

## التصنيف العام النهائي
| التصنيف العام         | التصنيف العام      | التصنيف العام             | التصنيف العام  | التصنيف العام |
| العداء                | العداء             | الفريق                    | الوقت          |               |
| --------------------- | ------------------ | ------------------------- | -------------- | ------------- |
| 1                     | تاو غايغن هارت     | Ineos Grenadiers          | 19 س 29 د 50 ث |               |
| 2                     | هيو كارثي          | EF Education-EasyPost     | + 22 ث         |               |
| 3                     | جاك هايغ           | Bahrain Victorious        | + 28 ث         |               |
| 4                     | ألكساندر سيبيدا    | EF Education-EasyPost     | + 36 ث         |               |
| 5                     | لورينزو فورتوناتو  | إيولو كوميت ‏              | + 38 ث         |               |
| 6                     | لينارد كامنا       | بورا هانسغروه             | + 45 ث         |               |
| 7                     | بافل سيفاكوف       | Ineos Grenadiers          | + 56 ث         |               |
| 8                     | Santiago Buitrago ‏ | Bahrain Victorious        | + 58 ث         |               |
| 9                     | فيليكس غال         | AG2R Citroën Team         | + 1 د 20 ث     |               |
| 10                    | Torstein Træen ‏    | أونو اكس برو سايكلنج تيم ‏ | + 1 د 34 ث     |               |
|                       |                    |                           |                |               |
| مصدر: ProCyclingStats |                    |                           |                |               |

### تصنيف النقاط
| تصنيف النقاط          | تصنيف النقاط       | تصنيف النقاط                       | تصنيف النقاط | تصنيف النقاط |
| العداء                | العداء             | الفريق                             | النقاط       |              |
| --------------------- | ------------------ | ---------------------------------- | ------------ | ------------ |
| 1                     | تاو غايغن هارت     | Ineos Grenadiers                   | 58 نقطة      |              |
| 2                     | Moran Vermeulen ‏   | فريق النمسا لركوب الدراجات للرجال ‏ | 50 نقطة      |              |
| 3                     | غريغور مولبرغر     | موفيستار                           | 39 نقطة      |              |
| 4                     | سيمون كار          | EF Education-EasyPost              | 37 نقطة      |              |
| 5                     | لينارد كامنا       | بورا هانسغروه                      | 29 نقطة      |              |
| 6                     | Georg Steinhauser ‏ | EF Education-EasyPost              | 28 نقطة      |              |
| 7                     | جاك هايغ           | Bahrain Victorious                 | 25 نقطة      |              |
| 8                     | Giulio Pellizzari ‏ | Green Project-Bardiani CSF-Faizanè | 22 نقطة      |              |
| 9                     | هيو كارثي          | EF Education-EasyPost              | 22 نقطة      |              |
| 10                    | فيليكس غال         | AG2R Citroën Team                  | 18 نقطة      |              |
|                       |                    |                                    |              |              |
| مصدر: ProCyclingStats |                    |                                    |              |              |

### تصنيف الجبال
| تصنيف الجبال          | تصنيف الجبال       | تصنيف الجبال                       | تصنيف الجبال | تصنيف الجبال |
| العداء                | العداء             | الفريق                             | النقاط       |              |
| --------------------- | ------------------ | ---------------------------------- | ------------ | ------------ |
| 1                     | سيرجيو ساميتيير    | موفيستار                           | 20 نقطة      |              |
| 2                     | ألكساندر سيبيدا    | EF Education-EasyPost              | 12 نقطة      |              |
| 3                     | لينارد كامنا       | بورا هانسغروه                      | 10 نقطة      |              |
| 4                     | أنطونيو بيدرو      | موفيستار                           | 10 نقطة      |              |
| 5                     | أوسكار رودريغيز    | موفيستار                           | 10 نقطة      |              |
| 6                     | سيمون كار          | EF Education-EasyPost              | 9 نقطة       |              |
| 7                     | Luca Covili ‏       | Green Project-Bardiani CSF-Faizanè | 8 نقطة       |              |
| 8                     | Santiago Buitrago ‏ | Bahrain Victorious                 | 6 نقطة       |              |
| 9                     | Giulio Pellizzari ‏ | Green Project-Bardiani CSF-Faizanè | 6 نقطة       |              |
| 10                    | جاشا سوتيرلين      | Bahrain Victorious                 | 6 نقطة       |              |
|                       |                    |                                    |              |              |
| مصدر: ProCyclingStats |                    |                                    |              |              |

## تصنيف الفرق

### الفرق حسب الوقت
| تصنيف الفرق حسب الوقت | تصنيف الفرق حسب الوقت              | تصنيف الفرق حسب الوقت | تصنيف الفرق حسب الوقت |
| الفريق                | الفريق                             | الوقت                 |                       |
| --------------------- | ---------------------------------- | --------------------- | --------------------- |
| 1                     | Bora-Hansgrohe                     | 58 س 28 د 15 ث        |                       |
| 2                     | Ineos Grenadiers                   | + 6 د 00 ث            |                       |
| 3                     | EF Education-EasyPost              | + 7 د 46 ث            |                       |
| 4                     | Bahrain Victorious                 | + 9 د 50 ث            |                       |
| 5                     | AG2R Citroën Team                  | + 13 د 57 ث           |                       |
| 6                     | Israel-Premier Tech                | + 15 د 44 ث           |                       |
| 7                     | Movistar Team                      | + 20 د 34 ث           |                       |
| 8                     | Q36.5 Pro Cycling Team ‏            | + 34 د 05 ث           |                       |
| 9                     | أوسكالتيل أوسكادي 2023 ‏            | + 36 د 28 ث           |                       |
| 10                    | Green Project-Bardiani CSF-Faizanè | + 37 د 28 ث           |                       |
|                       |                                    |                       |                       |
| مصدر: ProCyclingStats |                                    |                       |                       |

## تصانيف فرعية

### تصنيف أفضل شاب
| تصنيف أفضل شاب        | تصنيف أفضل شاب          | تصنيف أفضل شاب                     | تصنيف أفضل شاب | تصنيف أفضل شاب |
| العداء                | العداء                  | الفريق                             | الوقت          |                |
| --------------------- | ----------------------- | ---------------------------------- | -------------- | -------------- |
| 1                     | Max Poole ‏              | Team DSM                           | 19 س 31 د 36 ث |                |
| 2                     | يوهانس كولسيت ‏          | فريق تطوير أونو إكس دير ‏           | + 1 د 18 ث     |                |
| 3                     | Matthew Riccitello ‏     | Israel-Premier Tech                | + 1 د 48 ث     |                |
| 4                     | Finlay Pickering ‏       | ترينيتي رود ريسينغ ‏                | + 9 د 46 ث     |                |
| 5                     | Georg Steinhauser ‏      | EF Education-EasyPost              | + 13 د 02 ث    |                |
| 6                     | Edoardo Zambanini ‏      | Bahrain Victorious                 | + 13 د 07 ث    |                |
| 7                     | Giulio Pellizzari ‏      | Green Project-Bardiani CSF-Faizanè | + 15 د 43 ث    |                |
| 8                     | Alex Tolio ‏             | Green Project-Bardiani CSF-Faizanè | + 21 د 53 ث    |                |
| 9                     | Florian Lipowitz ‏       | بورا هانسغروه                      | + 32 د 33 ث    |                |
| 10                    | Valentin Paret-Peintre ‏ | AG2R Citroën Team                  | + 32 د 37 ث    |                |
|                       |                         |                                    |                |                |
| مصدر: ProCyclingStats |                         |                                    |                |                |

## وصلات خارجية
- الموقع الرسمي
- لمحة عن سباق جيرو ديل ترينتينو 2023 على موقع  ProCyclingStats   (برو  سايكلنج  ستاتس) - إحصاءات  محترفي  الدراجات.
- جيرو ديل ترينتينو 2023 على موقع إحصائيات الدراجات الإحترافية (الإنجليزية)